# Alpha-Pyrrolidinopentiothiophénone
L'α-pyrrolidinopentiothiophénone, aussi connue sous le nom d'α-PVT (alpha-PVT), est un médicament stimulant qui a été vendu en ligne comme un nouveau produit de synthèse. Elle est un analogue de l'α-PVP (alpha-PVP), où le cycle phényle a été remplacé par un cycle thiophène.